# فيليس هودجز بويس
فيليس هودجز بويس (بالإنجليزية: Phyllis Hodges Boyce)‏ هي ممثلة أمريكية، ولدت في 24 يوليو 1936 في لوس أنجلوس في الولايات المتحدة، وتوفيت في 12 مايو 2010 في بالم سبرينغس في الولايات المتحدة.

## وصلات خارجية
- فيليس هودجز بويس على موقع IMDb (الإنجليزية)
- فيليس هودجز بويس على موقع قاعدة بيانات الفيلم (الإنجليزية)